# Dietro la casa
Dietro la casa è un dipinto a olio su cartone (60,6x46 cm) realizzato nel 1917 dal pittore Marc Chagall.
È conservato nel National Art Gallery of Armenia di Erevan.
Raffigura il giardino della casa di Chagall e la moglie Bella